# El diario de Mariana
El diario de Mariana (estilizado como DDM desde 2015) es un programa de televisión de actualidad, espectáculo y variedades argentino, conducido por Mariana Fabbiani emitido entre 2013 y 2019 por Canal 13. Desde el 17 de julio de 2023 es emitido en las tardes de América TV.

## Sinopsis
En este programa, su presentadora  Mariana Fabbiani, acompañada de su equipo de panelistas y como cada tarde suman varios invitados para analizar varios y destacados temas de la actualidad con información, análisis, entretenimientos y humor.

## Temporadas
| Temporada | Año   | Canal      | Emisiones       | Rating prom. |
| --------- | ----- | ---------- | --------------- | ------------ |
| 1         | 2013  | eltrece    | 169             | 6.1          |
| 2         | 2014  | eltrece    | 261             | 6.5          |
| 3         | 2015  | eltrece    | 260             | 7.5          |
| 4         | 2016  | eltrece    | 261             | 7.7          |
| 5         | 2017  | eltrece    | 260             | 7.0          |
| 6         | 2018  | eltrece    | 261             | 5.8          |
| 7         | 2019  | eltrece    | 260             | 5.4          |
| 8         | 2023  | América TV | 117             | 3.2          |
| 9         | 2024  | América TV | 224             | 3.7          |
| 10        | 2025  | América TV | 157 (08/2025)   |              |
| Total     | Total | Total      | 2.334 (08/2025) | 6.1          |

## Equipo

### Conductora
- Mariana Fabbiani (2013-2019, 2023-presente)

### Coconductores
- Ángel de Brito (2013-2016, 2019)
- Diego Leuco (2016-2019)
- Gerardo "Tato" Young (2019)

### Panelistas actuales
- Martín Candalaft (2015-2019, 2023-presente)
- Franco Torchia (2023-presente)
- Luciana Arias (2023-presente)
- Mauricio D'Alessandro (2024-presente)
- Santiago Sposato (2024-presente)
- Tatiana Schapiro (2025-presente)
- Guido Záffora (2025-presente)
- César Carozza (2025-presente)

### Panelistas invitados
- Mariela "Mimi" Alvarado (2023-2025)
- César Carozza (2023-2025)
- Damasia Ochoa (2023)
- Fabián Paz (2025-presente)

### Panelistas anteriores
- Humberto Tortonese (2013-2014)
- Natalia Moncalvi (2013-2014)
- Lucas Bertero (2013-2019)
- Eduardo Chaktoura (†) (2013-2015)
- Diego Leuco (2013-2016)
- Carmela Bárbaro (2013-2016;2018)
- Mercedes Ninci (2013-2017)
- Luis Bremer (2013-2018)
- Martín Ciccioli (2013-2018)
- Mariana Brey (2013-2016)
- Karina Iavícoli (2014-2018)
- Noelia Antonelli (2014-2018)
- Sebastián "Pampito" Perelló Aciar (2015-2019)
- Pablo de León (2017-2019)
- Silvia Fernández Barrio (2017-2019)
- Catalina D'Elia (2018)
- Marina Calabró (2018-2019)
- Raúl Torre (2018-2019)
- Gerardo "Tato" Young (2019)
- Fanny Mandelbaum (2019,2023-invitada)
- Ricardo Canaletti (2019)
- Juana Repetto (2019)
- Nicolás Lucca (2019)
- Gisela Marziotta (2019)
- Natasha Niebieskikwiat (2019)
- Evelyn Von Brocke (2019)
- Mariano Yezze (2023-2025)
- Ceferino Reato (2023)
- Octavio Majul (2023)
- Marcia "Pochi" Frisciotti (2023)
- Elba Marcovecchio (2023-2024)
- Andrea Taboada (2023-2024)
- Pedro "Pepe" Ochoa (2023-2024)
- Julieta "Cayetina" Cajg (2024)

### Cronistas
- Diego Lewen (2013-2015)
- Nacho Juliano (2015-2018)
- Juan Cruz Coscarelli (2024)

### Locutores
- Giselle Ribaloff (2013-2019)
- Hernán Chiozza (2013)
- Alejandro Naggy (2013-2015)
- Milagros Bendezú (2015-2017)
- Agostina Longo (2017-2019, 2023-presente)

### Conductores de reemplazo
- Coconductores (2013-2019)
- Mariano Yezze (2023-2025)
- Martín Candalaft (2023-presente)
- Marina Calabró (2025)

## Premios y nominaciones
| Lista de premios y nominaciones | Lista de premios y nominaciones | Lista de premios y nominaciones    | Lista de premios y nominaciones                | Lista de premios y nominaciones | Lista de premios y nominaciones | Lista de premios y nominaciones |
| Año                             | Organización                    | Categoría                          | Nominado/a (s)                                 | Resultado                       | Ref(s)                          |                                 |
| ------------------------------- | ------------------------------- | ---------------------------------- | ---------------------------------------------- | ------------------------------- | ------------------------------- | ------------------------------- |
| 2013                            | Premios Tato                    | Mejor magazine                     | El diario de Mariana                           | Nominado                        | [ 2 ]                           |                                 |
| 2013                            | Premios Tato                    | Mejor conducción femenina          | Mariana Fabbiani                               | Nominada                        | [ 2 ]                           |                                 |
| 2013                            | Premios Tato                    | Mejor panelista                    | Luis Bremer                                    | Nominado                        | [ 2 ]                           |                                 |
| 2014                            | Premios Martín Fierro           | Mejor labor en conducción femenina | Mariana Fabbiani                               | Nominada                        | [ 3 ]                           |                                 |
| 2015                            | Premios Martín Fierro           | Mejor labor en conducción femenina | Mariana Fabbiani                               | Ganadora                        | [ 4 ]                           |                                 |
| 2015                            | Premios Tato                    | Mejor magazine                     | El diario de Mariana                           | Nominado                        | [ 5 ]                           |                                 |
| 2015                            | Premios Tato                    | Mejor conducción femenina          | Mariana Fabbiani                               | Nominada                        | [ 5 ]                           |                                 |
| 2015                            | Premios Tato                    | Mejor panelista                    | Luis Bremer                                    | Nominado                        | [ 5 ]                           |                                 |
| 2016                            | Premios Martín Fierro           | Mejor magazine                     | El diario de Mariana                           | Ganador                         | [ 6 ]                           |                                 |
| 2016                            | Premios Martín Fierro           | Mejor panelista                    | Diego Leuco                                    | Nominado                        | [ 6 ]                           |                                 |
| 2016                            | Premios Martín Fierro           | Mejor labor en conducción femenina | Mariana Fabbiani                               | Ganadora                        | [ 6 ]                           |                                 |
| 2016                            | Premios Fund TV                 | Mejor program de interés general   | El diario de Mariana                           | Nominado                        | [ 7 ]                           |                                 |
| 2016                            | Premios Tato                    | Mejor magazine                     | El diario de Mariana                           | Ganador                         | [ 8 ]                           |                                 |
| 2016                            | Premios Tato                    | Mejor conducción femenina – Aire   | Mariana Fabbiani                               | Ganadora                        | [ 8 ]                           |                                 |
| 2016                            | Premios Tato                    | Mejor dirección en no ficción      | Fernando Rolón                                 | Nominado                        | [ 8 ]                           |                                 |
| 2016                            | Premios Tato                    | Mejor edición en no ficción        | Martín Anapios, Jorge Miremont y Pablo Gavioli | Nominados                       | [ 8 ]                           |                                 |
| 2016                            | Premios Tato                    | Mejor vestuario en no ficción      | Mercedes Garay, Paola Blanco y Gisela Sabino   | Nominadas                       | [ 8 ]                           |                                 |
| 2017                            | Premios Martín Fierro           | Mejor panelista                    | Diego Leuco                                    | Nominado                        | [ 9 ]                           |                                 |
| 2017                            | Premios Martín Fierro           | Mejor magazine                     | El diario de Mariana                           | Ganador                         | [ 9 ]                           |                                 |
| 2017                            | Premios Martín Fierro           | Mejor labor en conducción femenina | Mariana Fabbiani                               | Nominada                        | [ 9 ]                           |                                 |
| 2017                            | Premios Fund TV                 | Mejor programa de interés general  | El diario de Mariana                           | Nominado                        | [ 10 ]                          |                                 |
| 2017                            | Premios Tato                    | Mejor magazine                     | El diario de Mariana                           | Ganador                         | [ 11 ]                          |                                 |
| 2017                            | Premios Tato                    | Mejor conducción femenina – Aire   | Mariana Fabbiani                               | Nominada                        | [ 11 ]                          |                                 |
| 2017                            | Premios Tato                    | Mejor panelista                    | Luis Bremer                                    | Nominado                        | [ 11 ]                          |                                 |
| 2017                            | Premios Tato                    | Mejor labor periodística – Aire    | Diego Leuco                                    | Nominado                        | [ 11 ]                          |                                 |
| 2017                            | Premios Tato                    | Mejor vestuario en no ficción      | Mercedes Garay, Paola Blanco y Gisela Sabino   | Nominadas                       | [ 11 ]                          |                                 |
| 2018                            | Premios Martín Fierro           | Mejor magazine                     | El diario de Mariana                           | Nominado                        | [ 12 ]                          |                                 |
| 2018                            | Premios Martín Fierro           | Mejor labor en conducción femenina | Mariana Fabbiani                               | Nominada                        | [ 12 ]                          |                                 |
| 2018                            | Premios Fund TV                 | Mejor programa de interés general  | El diario de Mariana                           | Nominado                        | [ 13 ]                          |                                 |
| 2019                            | Premios Martín Fierro           | Mejor magazine                     | El diario de Mariana                           | Nominada                        | [ 14 ]                          |                                 |
| 2019                            | Premios Martín Fierro           | Mejor panelista                    | Marina Calabró                                 | Nominada                        | [ 14 ]                          |                                 |
| 2024                            | Premios Martín Fierro           | Mejor programa de interés general  | El diario de Mariana                           | Nominada                        | [ 15 ]                          |                                 |
| 2024                            | Premios Martín Fierro           | Mejor labor en conducción femenina | Mariana Fabbiani                               | Nominada                        | [ 15 ]                          |                                 |

## Banda sonora
Cortinas musicales
- I Love It - Jencarlos Canela
- Me Gusta (Me Gusta Playback) - Mariano y Dante Saulino
- La Cumbia del Sifonazo - Emilio Olivero
- El Diario de Mariana 2015 - Álvaro Durañona y Vedia

Música incidental
- El Diario de Mariana Cues (El Diario de Mariana Pista / El Diario de Mariana Versión Piano / El Diario de Mariana Versión Sinte) - Emilio Olivero
- Mariana Periodístico A - Arnaldo Balestra
- Mariana Periodístico B - Arnaldo Balestra
- Salida Periodística - Carlos Abriola
- Beneath - Carlos Abriola
- Quimbo - Carlos Abriola
- Sumergirse - Carlos Abriola
- Tamble - Carlos Abriola
- Break Down - Carlos Abriola
- New Barrier - Carlos Abriola
- Dictator Body" - Carlos Abriola
- Back to the Floor - Carlos Abriola